# Sate lilit
Sate lilit là một loại thịt nướng xâu (sate) của Indonesia, có nguồn gốc từ nền ẩm thực Bali. Món sate này được làm từ thịt lợn băm, cá, thịt gà, thịt bò, hoặc thậm chí là thịt rùa, sau đó trộn với dừa nạo, nước cốt dừa đặc, nước cốt chanh, hẹ tây và hạt tiêu. Thịt băm nhuyễn được quấn quanh que tre, mía hoặc sả, sau đó nướng trên than gỗ. Không giống như que xiên của các công thức làm sate khác được làm hẹp và nhọn, xiên tre của sate lilit phẳng và rộng. Bề mặt rộng hơn tạo điều kiện cho thịt băm kết dính và không rơi ra khi nướng. Thuật ngữ lilit trong tiếng Bali và Indonesia có nghĩa là "quấn quanh", tương ứng với cách làm của nó là quấn quanh que xiên thay vì xiên qua thịt.

## Biến tấu
Là một hòn đảo có đa số dân theo Ấn Độ giáo, nên người Bali thích thịt lợn và cá hơn các loại thịt khác, và thịt bò ban đầu hiếm khi được tiêu thụ ở Bali. Tuy nhiên, để phục vụ những người tiêu dùng không ăn thịt lợn, chẳng hạn như đa số người Hồi giáo Indonesia, nên sate lilit trong các nhà hàng phục vụ ẩm thực Bali bên ngoài Bali thường sử dụng thịt gà hoặc thịt bò để thay thế. Ở các thị trấn đánh cá của Bali, chẳng hạn như làng Kusamba, đối diện với eo biển Nusa Penida, sate lilit làm từ loại cá băm nhỏ rất được ưa chuộng tại đây. Người Bali thường dùng ngọn lửa từ xác cây dừa để nướng, điều này làm cho món sate lilit có mùi vị đặc trưng, ngon hơn so với cách nướng trên than củi bình thường.
Hai trong số những món sate được yêu thích ở Bali là sate lilit và sate ikan (thịt cá nướng xâu). Mặc dù sate lilit cá được làm từ cá băm nhỏ, nhưng thay vào đó sate ikan lại sử dụng một phần thịt của cá. Sate lilit cùng sate ikan chính thống của Bali rất giàu bumbu, một hỗn hợp các loại gia vị và thảo mộc. Ở Bali, hầu hết mọi món ăn đều có hương vị pha lẫn với bumbu megenep - một hỗn hợp các loại gia vị và thảo mộc làm từ lá chanh, nước cốt dừa, tỏi, hẹ tây, riềng xanh, rau mùi, riềng, nghệ và ớt.

## Hình ảnh

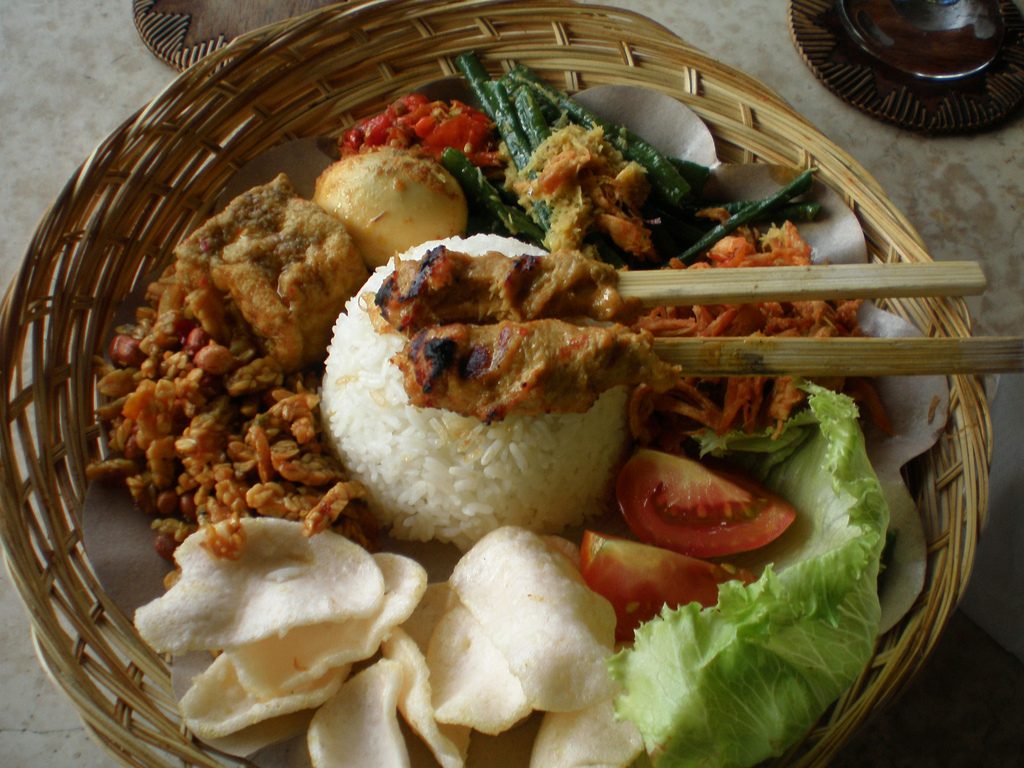
Món ăn nasi campur của Bali với topping sate lilit.
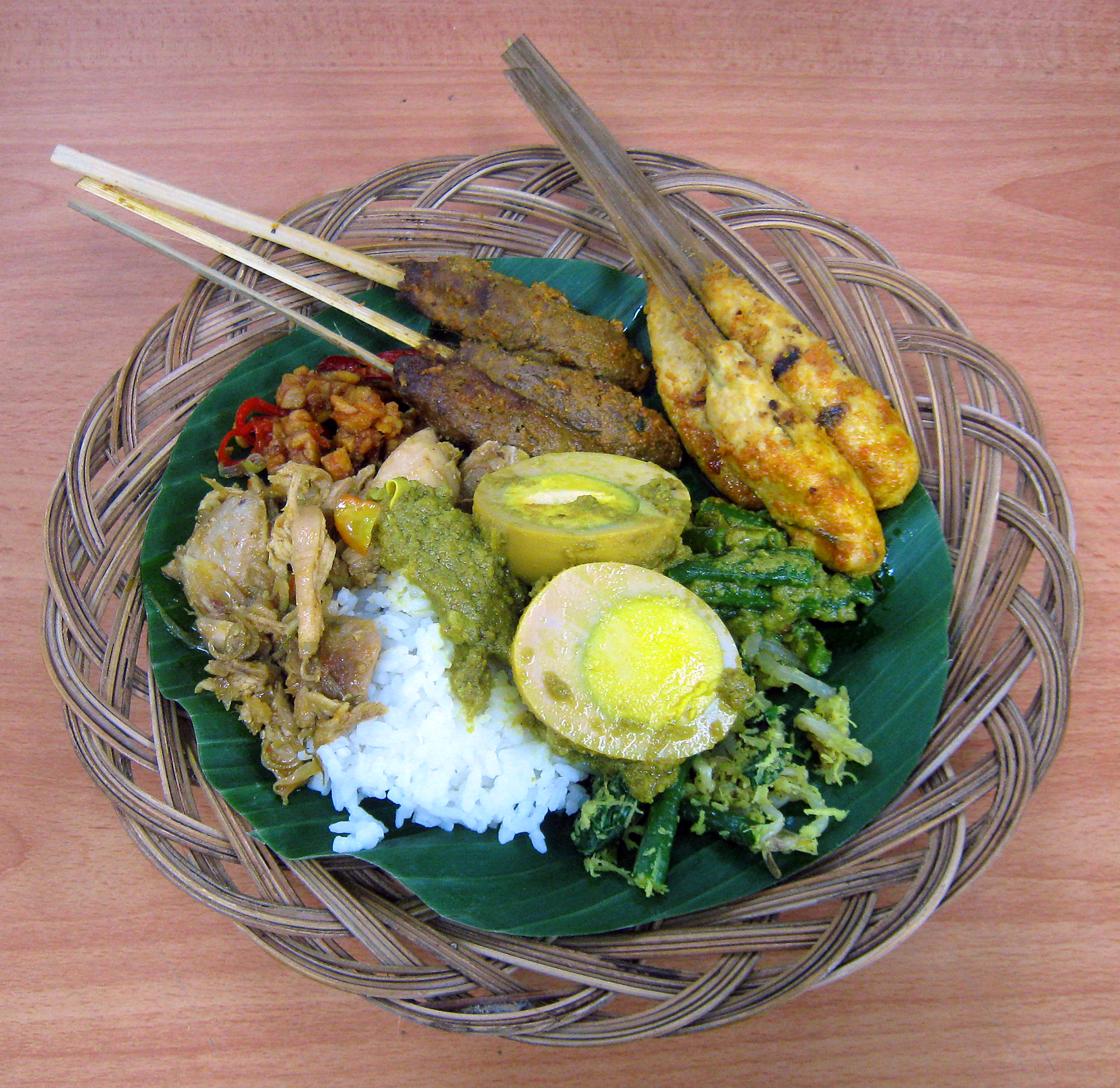
Nasi campur của Bali với hai biến thể sate lilit, bò và cá.
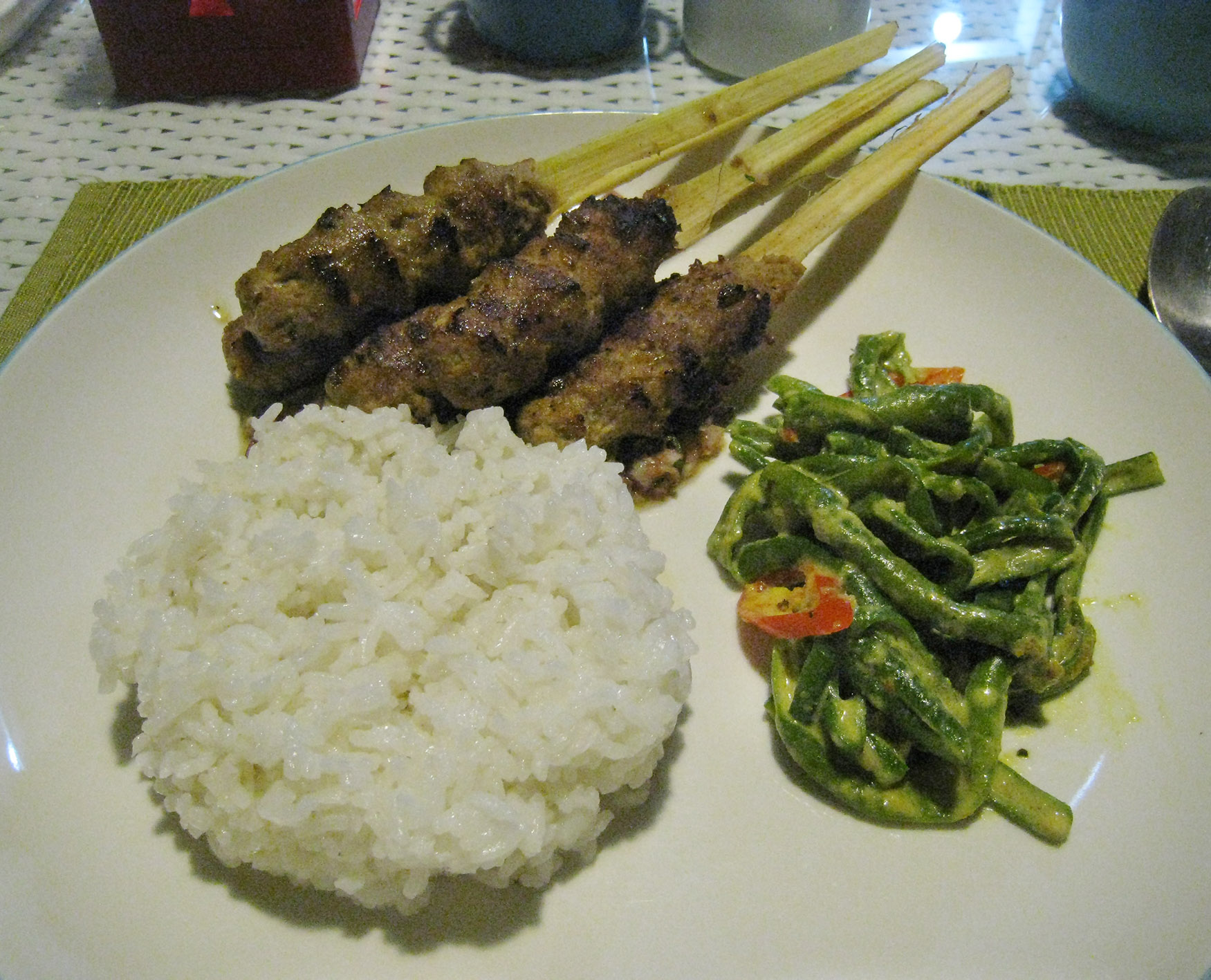
Sate lilit lợn được phục vụ ở Bali.